# Seva
Seva è un comune spagnolo di 2 578 abitanti situato nella comunità autonoma della Catalogna.